# Cable pont

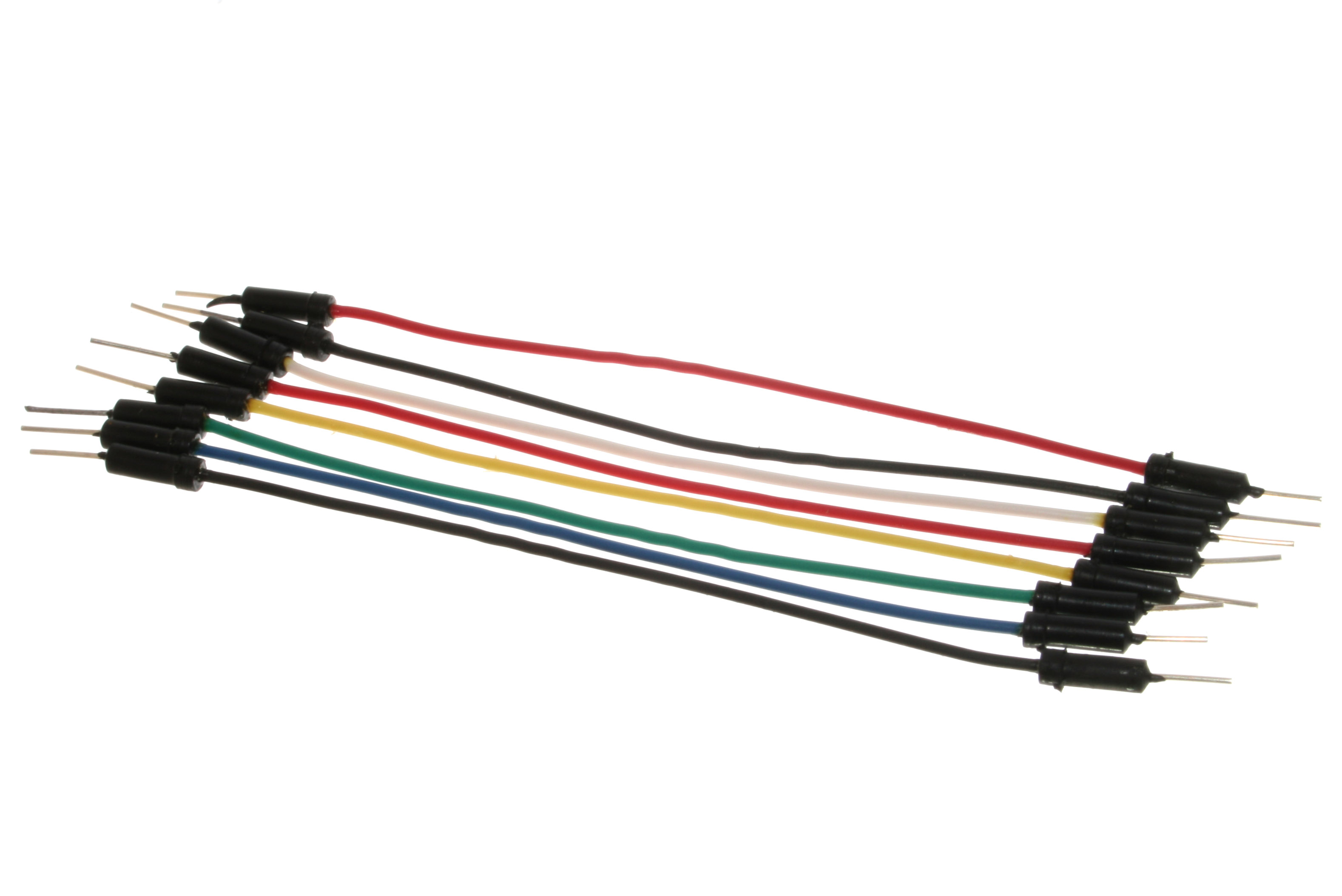
Cables pont 22AWG amb puntes sòlides

Un cable pont per a prototips (o simplement pont per a prototips), és un cable amb un connector a cada punta (o de vegades sense cap connector), que s'usa normalment per interconnectar entre si els components d'una placa de proves. P.E.: s'utilitzen de forma general per transferir senyals elèctrics de qualsevol part de la placa de prototips als pins d'entrada/sortida d'un microcontrolador.
Els cables pont es fixen mitjançant la inserció dels seus extrems en els forats previstos a aquest efecte en les ranures de la placa de proves, la qual sota la seva superfície té unes planxes interiors paral·leles que connecten les ranures en grups de files o columnes segons la zona. Els connectors s'insereixen en la placa de prototips, sense necessitat de soldar, en els forats que convinguin per al conexionat del disseny.

## Tipus

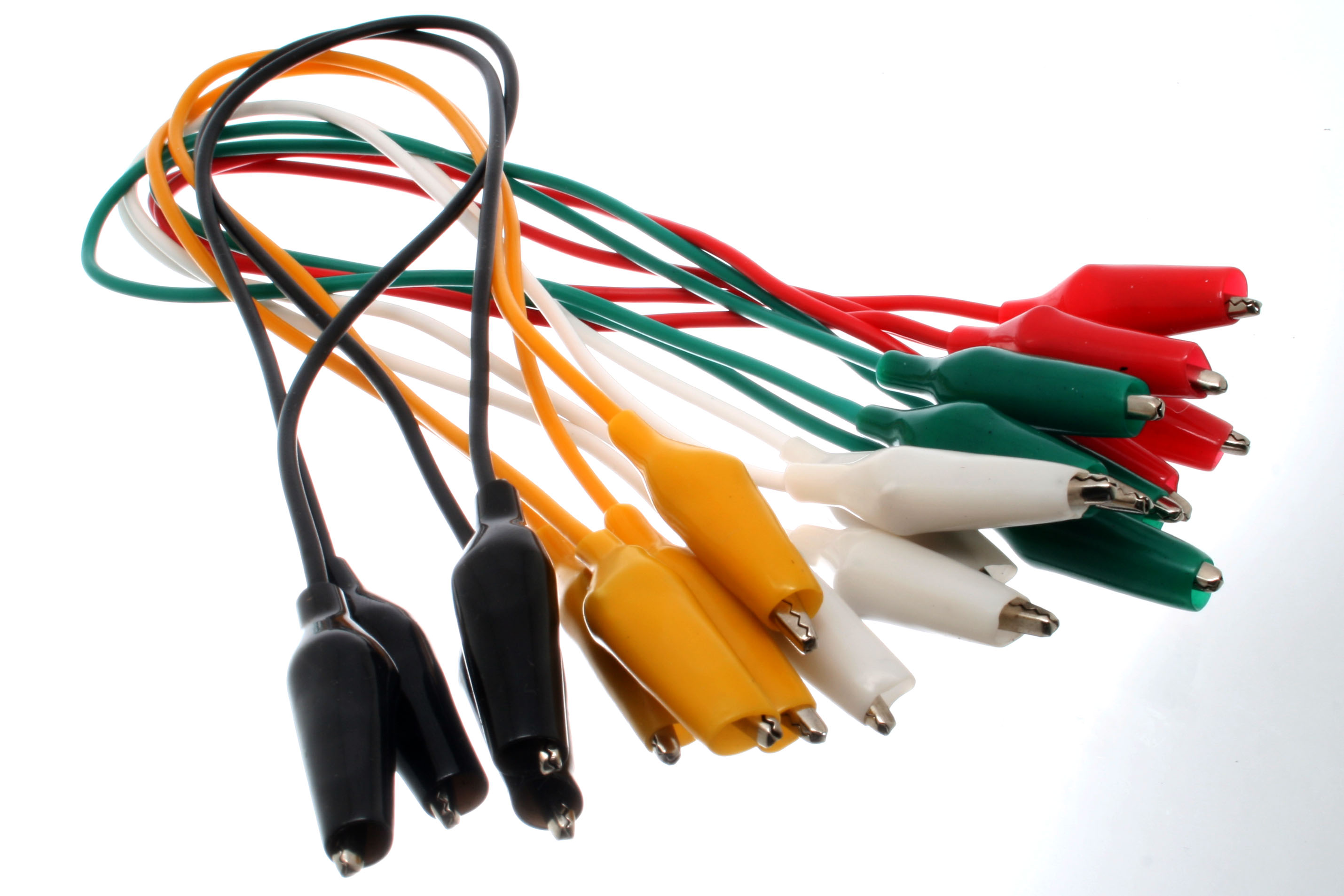
Cables pont amb pinces cocodril

Hi ha diferents tipus de cables pont per exemple
- Amb pinces cocodril

Porten pinces cocodril en lloc de connectors terminals i que (entre altres aplicacions), s'utilitzen temporalment per a fer ponts entre els sensors, botons i altres elements dels prototips entre si i amb els microcontroladors.
- Amb terminals aïllats

En el tipus amb terminals aïllats la disposició dels elements i la facilitat d'inserir els "connectors aïllats" dels "cables pont" sobre la placa de proves permet l'increment de la densitat de muntatge de tots dos (components i ponts) sense por dels curtcircuits. Els cables pont varien en grandària i color per distingir els senyals amb les que s'està treballant.
Variació de cables pont amb terminals esmaltats, segons les combinacions mascle-femella:
- Mascle - mascle
- Mascle - femella
- Femella - femella